# Thripadectes melanorhynchus
Thripadectes melanorhynchus е вид птица от семейство Furnariidae.

## Разпространение
Видът е разпространен в Еквадор, Колумбия и Перу.